# Grzybno (powiat gryfiński)
Grzybno (niem. Thaensdorf) – wieś w Polsce, położona w województwie zachodniopomorskim, w powiecie gryfińskim, w gminie Chojna.
| SIMC    | Nazwa       | Rodzaj  |
| ------- | ----------- | ------- |
| 0773682 | Strzeszewko | kolonia |

W latach 1975–1998 wieś administracyjnie należała do województwa szczecińskiego.

## Historia
Wieś zasiedlona w XIII wieku prawdopodobnie dzięki zaangażowaniu Templariuszy, od 1312 pod zarządem Joannitów. Po wojnie trzydziestoletniej wieś opustoszała, po sekularyzacji zakonu przez krótki czas tymi terenami zarządzali Szwedzi. Po nich właścicielami osady i majątku została rodzina von Hohenzollernów ze Schwedt, a następnie wieś weszła w skład domeny państwowej. Na początku XX wieku mieściła się tu szkoła, poczta i parafia ewangelicka, w 1925 mieszkało tu 526 osób.       
W miejscowości działał Kombinat Państwowych Gospodarstw Rolnych Grzybno.

## Zabytki
- park dworski, k. XIX, pozostałość po dworze (nr rej.: 1143 z 15.03.1982)

- kościół z XIII w. zbudowany z granitowych ciosów i polnych kamieni na planie prostokąta z wyodrębnionym prezbiterium, nad fasadą współczesna wieżyczka, dach dwupołaciowy. W północnej  wschodniej części kościoła zamurowane romańskie okna i portal wejściowy. Cenne wyposażenie, ołtarz główny z XVIII w. z rzeźbami Ostatniej Wieczerzy i aniołów. W prezbiterium barokowe epitafium, empora z przełomu XVIII i XIX wieku z przymocowanymi obrazami z nieistniejącej ambony z końca XVII w.[7]